# Albert Coady Wedemeyer
Albert Coady Wedemeyer (Omaha, 9 luglio 1897 – Fort Belvoir, 17 dicembre 1989) è stato un generale statunitense, che prestò servizio militare in Asia, nella Seconda guerra mondiale.
Il suo quartier generale più importante fu la Cina, nel teatro del Sud-Est asiatico. Durante la Guerra Fredda Wedemayer fu responsabile del Berlin Airlift, il trasporto aereo tra Berlino e la Germania Ovest.

## I primi anni di vita e la Carriera Militare
A.C. Wedemayer nacque a Omaha, Nebraska, il 9 luglio, 1897. Nel 1919 si laureò presso la United States Military Academy a West Point. Come ufficiale statunitense, fu responsabile del collegio di guerra tedesco, la Kriegsakademie, tra il 1936 ed il 1938. 
Wedemayer fu incaricato, grazie al suo straordinario intuito, di sovraintendere alle operazioni tattiche tedesche, divenendone il più autorevole esponente. Tra gli "allievi più entusiasti" vi fu il futuro Capo di Stato Maggiore George C. Marshall.
Quando scoppiò la Seconda guerra mondiale, Wedemeyer venne promosso Tenente Colonnello, e fu assegnato come Ufficiale di Staff presso la divisione piani di guerra del Dipartimento di Guerra degli Stati Uniti. È da notare che nel 1941 fu responsabile del Victory Program, un piano strategico realizzato per sconfiggere l'esercito tedesco in Europa. Questo piano fu adottato e modificato man mano che la guerra procedeva. Inoltre Wedemeyer contribuì al piano di Invasione della Normandia.

## Quartier Generale China-Burma-India
Nel 1943, Wedemeyer fu trasferito nuovamente nel teatro di guerra del Sud-Est Asiatico come Capo Staff del Supremo Comando Alleato del Quartier Generale. (SEAC), sotto il comando di Lord Louis Mountbatten. Il 27 ottobre 1944 il generale Wedemeyer ricevette un telegramma dal generale George C.Marshall in cui gli ordinò di assumere il comando delle forze statunitensi in Cina, sostituendo il generale Joseph Stillwell. Venne successivamente nominato Capo di Staff sotto la direzione del generalissimo Chiang Kai-shek. Il telegramma conteneva anche una serie di restrizioni e di istruzioni speciali in caso di trattativa con il governo della Cina nazionalista.
Più tardi Wedemayer rammentò il suo terrore iniziale in relazione a tale incarico nel teatro cinese, considerato una vera gatta da pelare sia dagli ufficiali che dai diplomatici.
Quando Wedemaier giunse al quartier generale, dopo le dimissioni di Stilwell, fu sgomento nello scoprire che lo stesso Stilwell se ne era andato senza vederlo, né lasciare istruzioni per la direzione del dipartimento militare statunitense. I comandanti militari abitualmente si scambiano i saluti, nel momento del loro avvicendamento, allo scopo di informare accuratamente l'ufficiale che li sostituisce, sui punti di forza e di debolezza del personale della sede, e dei problemi che si pongono al comando a seguito delle operazioni militari pianificate. Wedemayer non trovò nel suo ufficio documenti sui piani di precedenti o future operazioni.
Durante la direzione alla CBI, Wedemeyer tentò di motivare il Governo Nazionalista Cinese di avere, durante la guerra, un ruolo più aggressivo nei confronti dei giapponesi. Fu uno dei patrocinatori dell'espansione delle operazioni aeree, con aerei da trasporto più capaci, continuando il programma di Stilwell che prevedeva l'utilizzo del treno, e contribuendo ad attrezzare e modernizzare l'esercito della futura Cina Nazionalista. Il suo sforzo non ebbe pienamente successo, sia a causa della cattiva volontà del suo predecessore, sia delle continue frizioni sul ruolo delle forze del Partito Comunista Cinese. Wedemeyer fu a capo del supporto logistico delle forze Americane in Cina. Queste forze comprendevano la ventesima Air Force che partecipava all'Operazione Matterhorn e la quattordicesima, al comando del generale Claire Chennault.
Circola una buffa storia su Wedemeyer. Un generale inglese non era d'accordo con il modo in cui Wedemeyer pronunciava la parola 'schedule', che, come tutti gli americani pronunciava 'skedule'. 'Dove hai imparato a parlare così?' Gli chiese il generale inglese. 'Devo averlo imparato a "shool" (school)'
Il 7 dicembre 1945 Wedemeyer con il generale Douglas MacArthur e l'ammiraglio Raymond Spruance, i due militari di grado più elevano del Sud-Est Asiatico, raccomandarono al Pentagono di inviare sei armate della Cina Nazionalista nella Cina del Nord e in Manciuria. Tuttavia suggerì anche che "l'assistenza Statunitense alla Cina, viene descritta sommariamente, come messa a disposizione per una base negoziale con l'ambasciatore americano, per promuovere una Cina democratica unita".
La notizia di obbligare i Nazionalisti ad una coalizione di governo con i comunisti, divenne il principale argomento di dibattito nel feroce confronto di "Chi perse in Cina". Un dibattito politico che attirò l'attenzione dell'opinione pubblica tra il 1949 ed il 1951. Il 10 luglio, 1945 Wedemeyer informa il Generale Marshall:
- "Zio Sam", Russia, e Gran Bretagna sono unite nel loro sforzo per formare una coalizione di questi due partiti politici, il Kuomintang, ed il Partito Comunista Cinese tali da costringerli a realistiche concessioni, allo scopo di evitare problemi successivi alla guerra con i giapponesi. Uso il termine coercizione con cognizione di causa, dato che è mia convinzione che un appello incessante a entrambe le parti, espresso in termini cortesi e diplomatici non servirà mai a realizzare la loro unificazione. Era proprio necessario che i tre grandi mostrassero i denti.[7]

Più tardi Wedemayer affermò, come comandante militare, che la sua dichiarazione doveva intendersi proprio come una prova di forza a lungo annunciata, ma mai realizzata, di una alleanza militare tra il governo Nazionalista ed il Partito Comunista allo scopo di stabilire una forza di difesa contro i Giapponesi, che a quel tempo, nel 1946, avevano minacciato di continuare la guerra.(Tsou, 1962). Wedemeyer presto servizio militare in Cina nel 1946.

## Servizio militare dopo la seconda guerra mondiale
Dopo la Cina, Wedemeyer fu promosso Capo delle operazioni Militari, con il grado di Tenente-Generale. Nel luglio 1947, il presidente Harry S. Truman lo inviò in Cina ed in Corea per esaminare "la situazione politica, economica, psicologica e militare". Il risultato fu il "Rapporto Wedemeyer", nel quale mise in evidenza la necessità di un intensivo addestramento e assistenza dell'esercito Nazionalista cinese. Temendo che i Nazionalisti potessero rappresentare un pericolo all'attuale egemonia americana nel Sud-Est Asiatico, il presidente Truman non solo respinse tali raccomandazioni, ma impose un embargo alla vendita di armi,  intensificando un acceso dibattito sul ruolo degli Stati Uniti nella guerra civile Cinese. Anche se il segretario di stato George C. Marshall, sperò che Wedemeyer potesse convincere Chiang Kay-shek a istituire quelle riforme militari, economiche e politiche necessarie per difendersi dai Comunisti, accettò comunque il punto di vista di Truman, che soppresse il rapporto Wedemeyer, causando ulteriori risentimenti sia nel governo che tra le forze armate, tra i sostenitori dei Nazionalisti e degli anticomunisti.
Dopo la presa del potere dei Comunisti in Cina, il generale Wedemeyer volle testimoniare al congresso che, mentre la perdita di morale fu causata dalla sconfitta delle forze nazionaliste, la decisione dell'amministrazione Truman del 1947 di cessare ulteriori aiuti per una modernizzazione delle forze Nazionaliste, fu quella di imporre ufficialmente un embargo militare, atteggiamento che alimentò un costante sentimento anti Nazionalista espresso sia da giornalisti occidentali che da politici. Questo atteggiamento fu una delle causa principali di questa perdita di morale. 
In particolare, Wedemeyer mise l'accento sul fatto che gli Stati Uniti avevano insistito per affiancare ai reggimenti degli eserciti della Cina Nazionalista esperti consiglieri americani, come già avevano fatto con le forze dell'esercito greco durante la Guerra civile greca. Tale aiuto avrebbe potuto incrementare l'efficienza, e che un'immediata assistenza tattica, avrebbe portato alle armate nazionaliste, risultati di gran lunga migliori, nella lotta contro il Partito Comunista Cinese. . Il vice-ammiraglio Oscar C. Badger, ed il generale Claire Cheenault e il brigadiere generale Francis Brink testimoniarono che l'embargo, fu uno dei principali fattori per la perdita della Cina..
Nel 1948 Wedemeyer sostenne un piano del Generale Lucius D. Clay per creare un ponte aereo durante la Crisi di Berlino. 

Dopo la vittoria dei comunisti nel 1949, Wedemeyer si avvicinò alla cosiddetta China Lobby, ed espresse apertamente le sue critiche verso coloro che vennero ritenuti responsabili della "perdita della Cina". Nel 1951, si ritirò, ma fu promosso a generale a 4 stelle il 19 luglio 1954. Nel 1951, dopo lo scoppio della Guerra di Corea, il senatore Joseph McCarty disse che Wedemeyer stava preparando un vasto piano per valutare la possibilità di un'alleanza con la Cina, ma che sarebbe stato sabotato; "Solo nel tradimento possiamo trovare motivo per cui il genio del male ci ha contrastato e frustrato". Tra i geni del male, secondo McCarty vi era anche il generale George Marshall. 
Wedemeyer divenne un eroe del movimento anti-comunista degli Stati Uniti, tenendo molte conferenze in tutti gli Stati Uniti. Nel 1957 aderì al NICAP. Il 23 maggio, 1985, Wedemeyer venne insignito dal presidente Ronald Reagan della Medaglia Presidenziale alla Libertà. La sua dimora permanente, chiamata con il nome di Friends advice, si trovava nella città di Boyds in Maryland, nella quale si rifugiò fino alla morte nel 1989. Nel 1992, venne inserito nel National Register of Historic Place. Il 17 dicembre 1989 Wedemeyer morì nella città di Fort Belvoir, in Virginia.

### Fonti principali
- Albert C. Wedemeyer, Wedemeyer Reports!, New York: Henry Holt & Co., 1958.
- Wedemeyer, Albert C.  Wedemeyer on War and Peace. ed. by Keith E. Eiler, Hoover Inst. Press, 1987. 245 pp.

### Fonti secondarie
- Herbert Feis, The China Tangle: The American Effort in China from Pearl Harbor to the Marshall Mission (Princeton: Princeton University Press, 1953).
- Romanus, Charles F. and Riley Sunderland, Time Runs Out in CBI (Washington, 1959), official U.S. Army history online edition Archiviato il 24 giugno 2011 in Internet Archive.
- Stueck, William.  The Wedemeyer Mission: American Politics and Foreign Policy during the Cold War. U. of Georgia Press, 1984. 177 pp.
- Tang Tsou. America's Failure in China, 1941-50 (1963)
- Tang Tsou. "The Historians and the Generals," The Pacific Historical Review Vol. 31, No. 1 (February, 1962), pp. 41–48 in JSTOR
- Keegan, John. "Six Armies in Normandy: From D-Day to the Liberation Of Paris." Viking Penguin Inc 1982 (New 50th D-Day Anniversary 365 pp. edition includes a new introduction by the author) pp. 22, 31-4, 36, 37, 38
- Remarks at the Presentation Ceremony for the Presidential Medal of Freedom - May 23, 1985, su reagan.utexas.edu. URL consultato il ottobre 31, 2009 (archiviato dall'url originale il 25 aprile 2011).